# Susan Blackmore

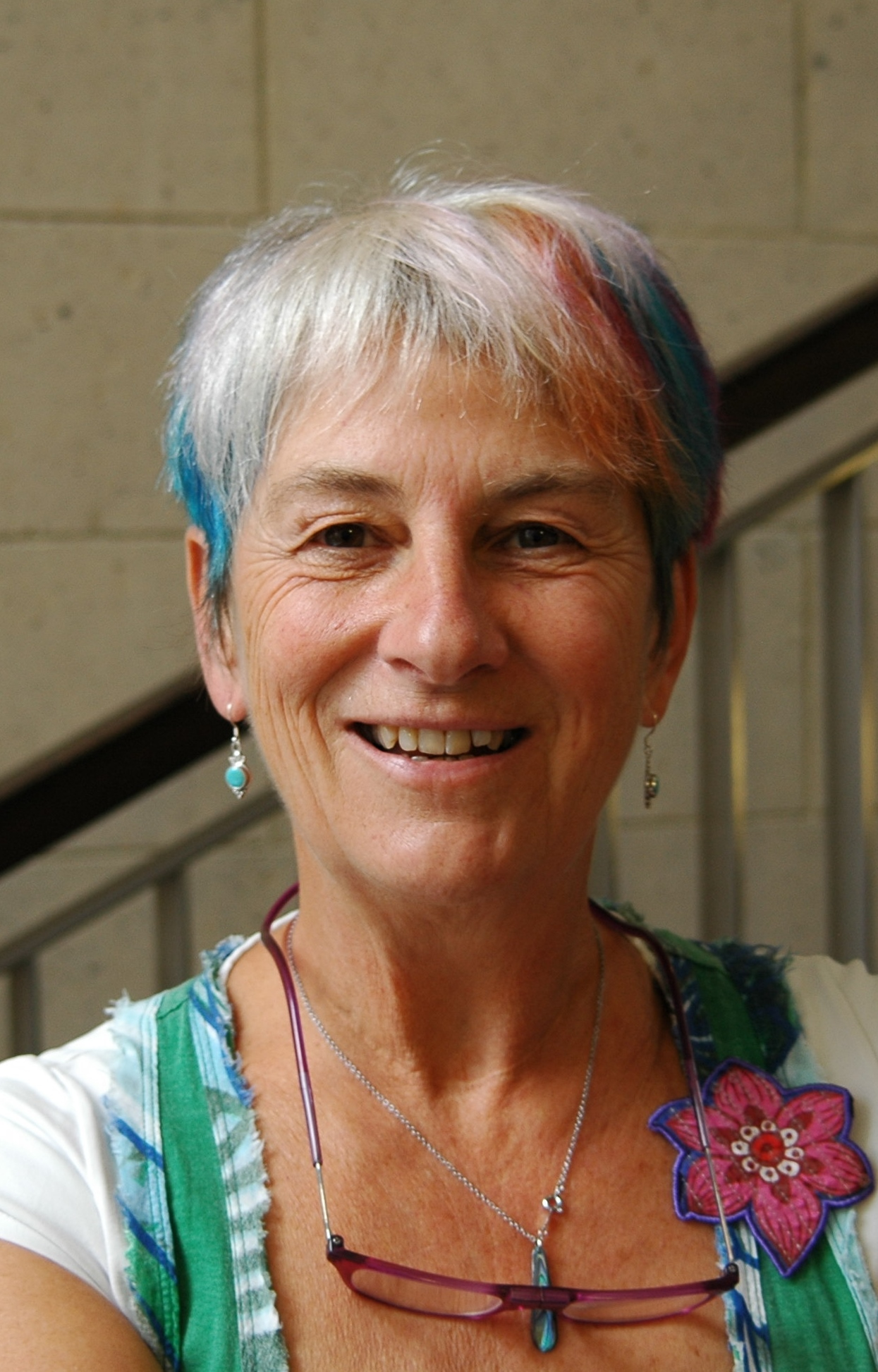
Susan Blackmore (2014)

Susan Jane Blackmore (* 29. Juli 1951 in London) ist eine britische Schriftstellerin, Psychologin und Dozentin. Sie hat eine Gastprofessur für Psychologie an der Universität Plymouth.

## Leben
Blackmore hat einen Master-Abschluss in Psychologie und Physiologie am St Hilda’s College der Universität Oxford (1973) und einen PhD in „Parapsychologie“ der University of Surrey (1980). Susan Blackmore promovierte mit einer Arbeit über „Extrasensory Perception as a Cognitive Process“. Die Arbeit kommt zu dem Ergebnis, dass bisher keine empirisch bewährte Theorie solcher Phänomene gesichert sei.
Sue Blackmore befasst sich nicht mehr mit dem „Paranormalen“. Ihre Forschungs- und Studienfelder umfassen Meme und die Theorie der Memetik, die Evolutionstheorie, Bewusstseinsforschung und Meditation. Sie praktiziert Zen und setzt sich für die Legalisierung von Drogen ein.
Sie schreibt für diverse Magazine und Zeitungen und ist regelmäßige Referentin in Radio und Fernsehen. Sie hat über sechzig Artikel verfasst, bei etwa vierzig Büchern mitgewirkt und viele Buchrezensionen geschrieben. Zu ihren Werken zählen „Beyond the Body“ (1982), „Dying to Live“ (über Nahtoderfahrungen, 1993), „In Search of the Light“ (Autobiographie, 1996), und „Test Your Psychic Powers“ (mit Adam Hart-Davis, 1997).
Ihr Buch „The Meme Machine (1999)“ (dt.:„Die Macht der Meme oder Die Evolution von Kultur und Geist“) wurde in 13 weitere Sprachen übersetzt. Erwähnenswert ist auch das Buch "Conversations on Consciousness" (deutsch: ‚Gespräche über Bewußtsein‘), in dem sie führende Vertreter der modernen Philosophie des Geistes interviewt.